# پیکرومیسین
پیکرومیسین (به انگلیسی: Pikromycin) با فرمول شیمیایی C۲۸H۴۷NO۸ یک ترکیب شیمیایی با شناسه پاب‌کم ۵۲۸۲۰۳۷ است. که جرم مولی آن ۵۲۵٫۶۷۵ g/mol می‌باشد. 